# 巴拉庫塔嶺
85°20′S 166°35′W / 85.333°S 166.583°W
巴拉庫塔嶺（英語：Barracouta Ridge）是南極洲的山嶺，位於杜費克海岸，屬於毛德王后山脈的一部分，美國探險隊在1929年發現和踏足該山嶺，現時由南極條約體系管理。